# Nyegaard-Stift
Das von Nyegaard-Stift ist eine Wohnanlage in Trägerschaft einer Stiftung an der Max-Brauer-Allee in Hamburg-Altona-Nord für allein lebende Seniorinnen.

## Geschichte

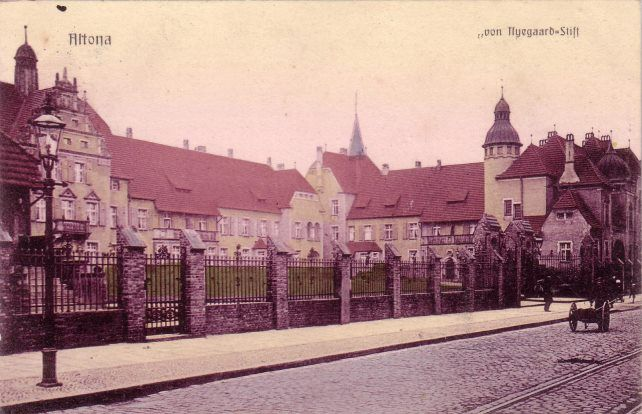
Das Nyegaard-Stift auf einer kolorierten Ansichtskarte von 1911

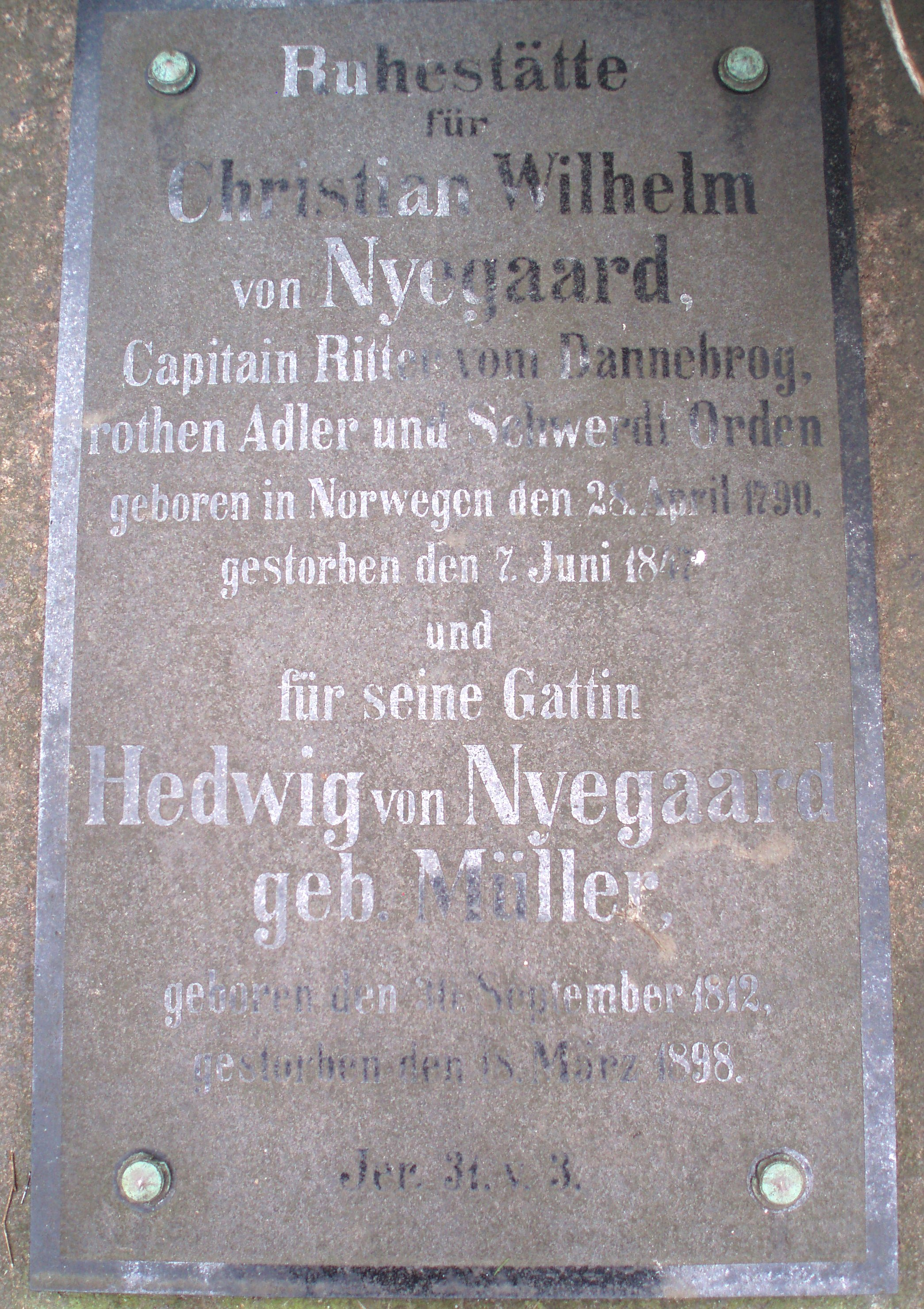
Grabstätte der Stifterin und ihres Ehemanns
auf dem Friedhof Norderreihe

Die Stiftung geht zurück auf das Legat von Hedwig von Nyegaard geb. Müller. Sie wurde am 30. September 1812 in Altona geboren und starb dort am 18. März 1898. Von ihrem Vater, Georg Friedrich Müller, der Syndikus der Stadt Altona war und in Schleswig-Holstein viele Ländereien besaß, hatte sie ein beträchtliches Vermögen geerbt.
Hedwig von Nyegaard erkannte die soziale Not, in die Witwen und unverheiratete Frauen vom sogenannten gebildeten Stande oftmals gerieten. Selbst schon mit 35 Jahren Witwe geworden, verfügte sie noch zu Lebzeiten testamentarisch, dass ihr Millionenvermögen unter anderem für den Bau eines Damenstifts in Altona verwendet werden sollte. Sie legte schriftlich fest, dass ihr Vermögen „einem wahrhaft wohltätigen Zweck zuzuwenden in der Weise (ist), daß dadurch auch noch Späterlebenden den Nutzen gebracht und zugleich das Andenken an meinem Vater, von dem das durch mich nach und nach vergrößerte Vermögen herrührt und an meine Mutter sowie an meinen innig geliebten Mann und mich erhalten wird“.
Mit dem Bau wurden die Berliner Architekten Eugen Kühn und Paul Baumgarten beauftragt, deren gemeinsamer Entwurf zuvor den reichsweiten Architekturwettbewerb mit 92 Einsendungen gewonnen hatte. Die Ausführung erfolgte 1899–1901 im Stil der Neorenaissance als Putzbau. Er wurde mit kunsthandwerklich qualitätsvollen und stilreinen Sandsteinornamenten geschmückt, wie sie für das damals zu Preußen gehörende Altona passend erschienen, aber für Hamburg eher untypisch waren. Nach größeren Schäden im Zweiten Weltkrieg konnten die Gebäude des Stifts instand gesetzt werden.

## Gegenwart
Als das Denkmalamt 2007 in einem Gutachten den kritischen baulichen Zustand des Stifts feststellte, war der Erhalt des Anwesens fraglich. Dank Engagements des ehrenamtlich arbeitenden Stiftsvorstandes und vieler Spender konnte die Sanierung in Angriff genommen werden. Ab 2009 führte das Hamburger Architekturbüro J. C. Kottmeier die umfangreichen Sanierungsarbeiten durch. Nach vierjähriger Bauzeit konnte die Anlage, die um 20 Wohnungen durch den Ausbau der Dachgeschosse auf insgesamt 71 Wohnungen erweitert wurde, feierlich eingeweiht werden. Die historische Fassade des ehemals „Schwarzen Schlosses von Altona“ mit seinen Türmchen und Balkonen wurde nach historischem Vorbild im Kalksandsteinputz aufgefrischt.
Die Beibehaltung der Gemeinnützigkeit gilt bis in die Gegenwart. Die von Nyegaard Stiftung und die 1927 gegründete Wichern Baugesellschaft mbH als Gemeinnütziges Wohnungsunternehmen verfolgen gemeinsam das sozialdiakonische Ziel, langfristig bezahlbaren und altersgerechten Wohnraum für Frauen zu erhalten und zu schaffen.

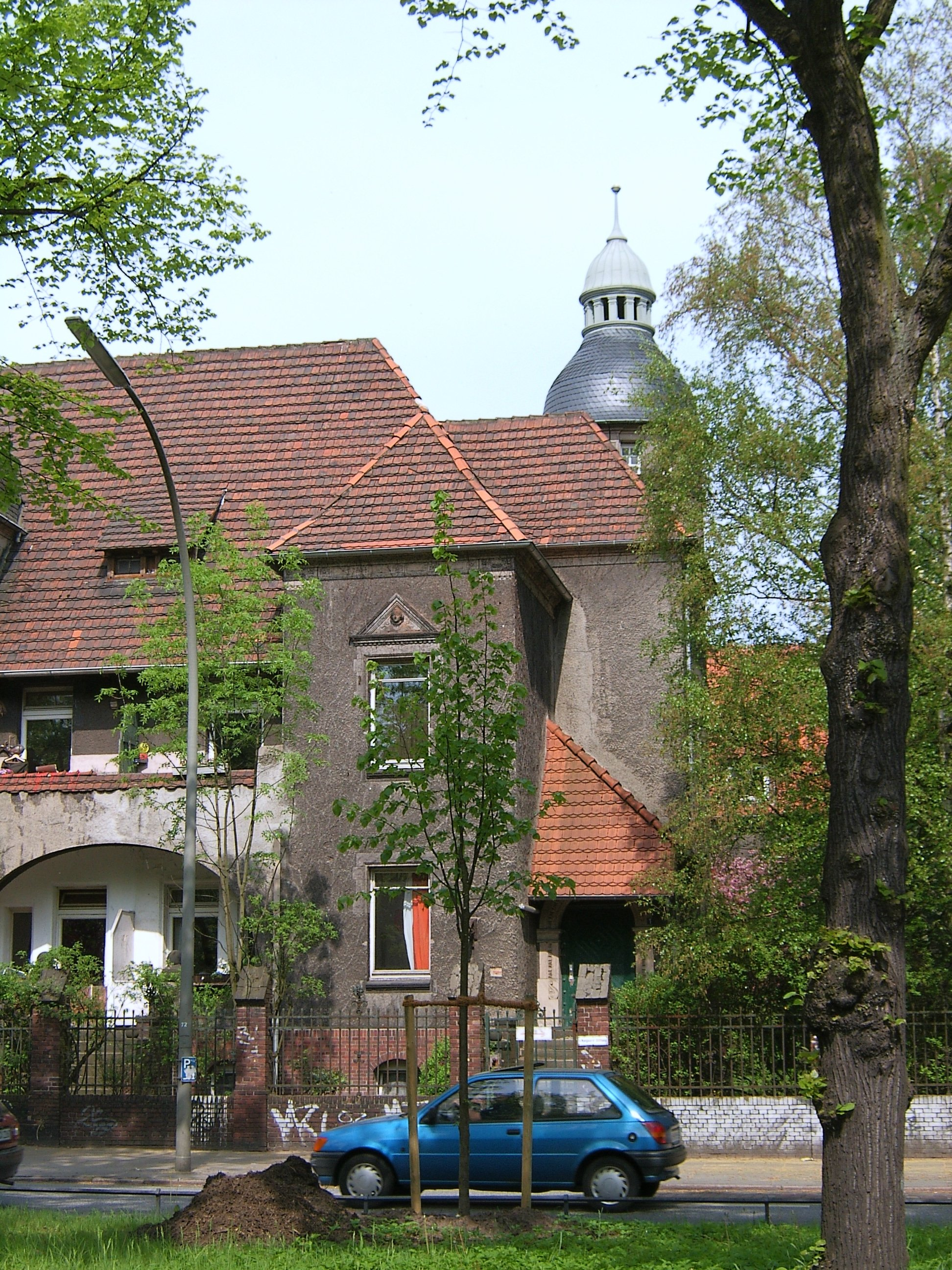
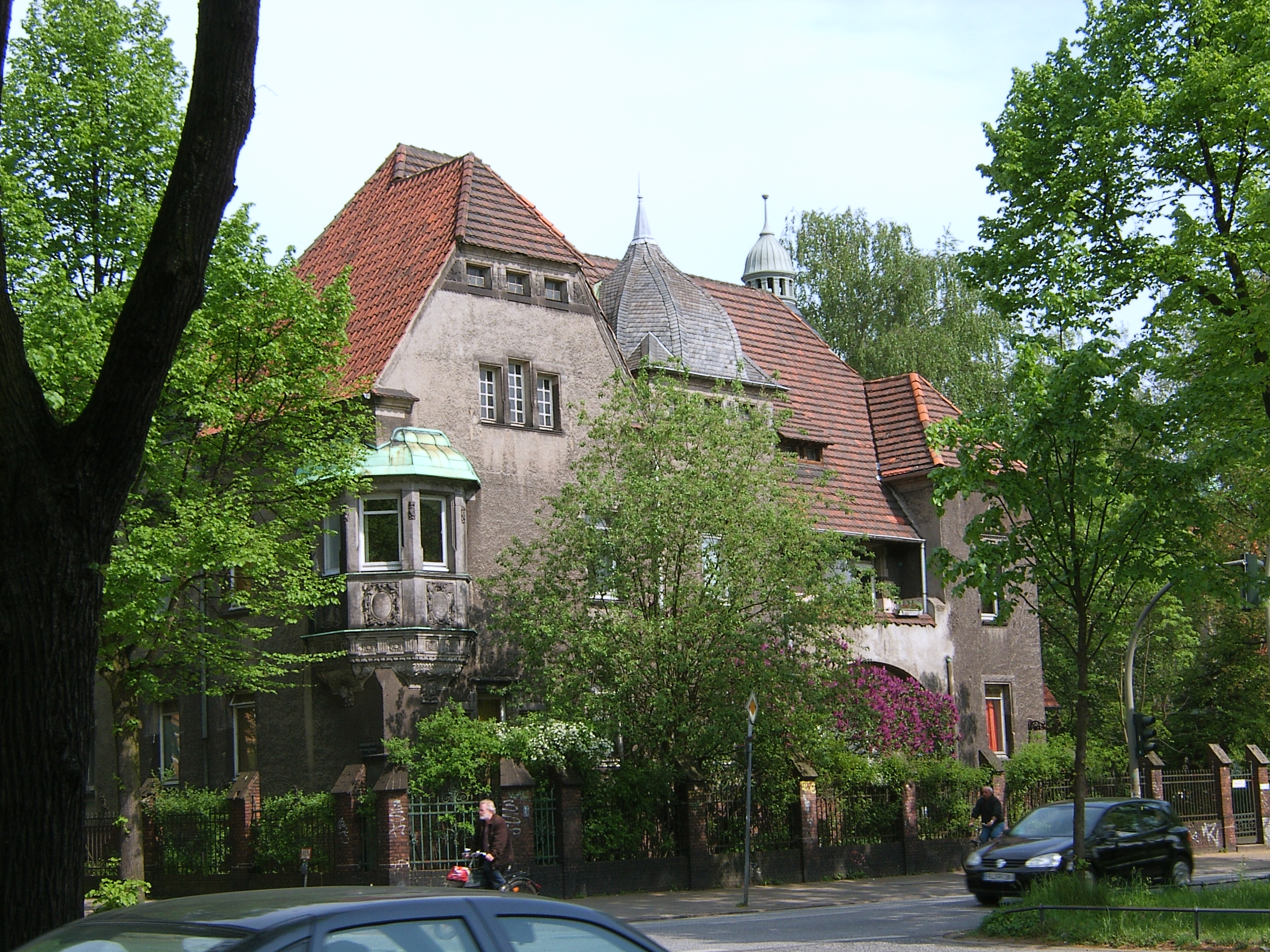
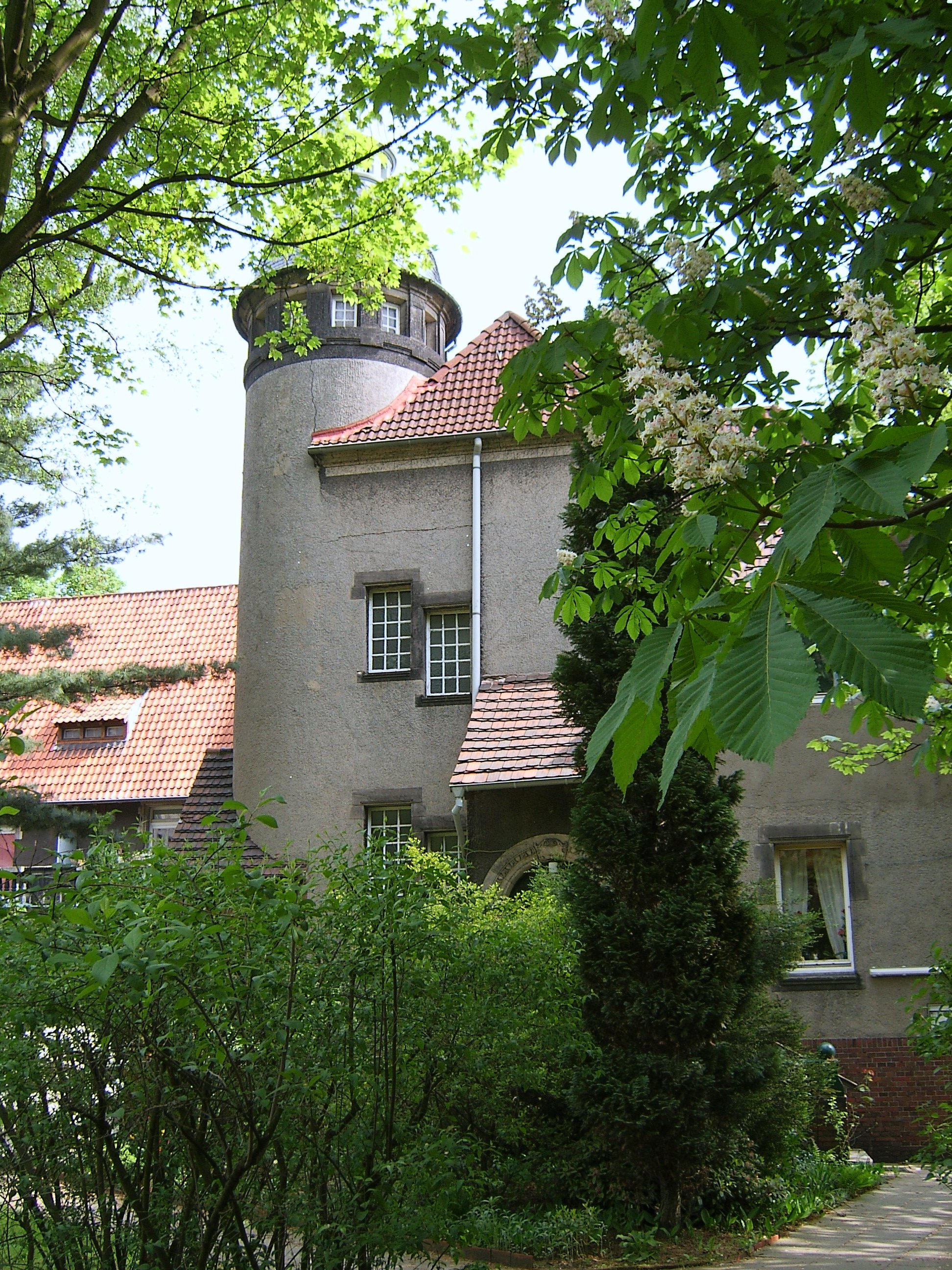

## Trivia
Etwa 30 Meter vom östlichen Ende der Gebäudeanlage befindet sich das Gebäude des 8 Jahre vorher errichteten Helenenstifts.